# 409 a.C.

## Eventos

### Ocidente
- Cneu Cornélio Cosso e Lúcio Fúrio Medulino, pela segunda vez, cônsules romanos.
- 20 de abril é a data do primeiro horóscopo pessoal que chegou até nossos dias.
- Alcibíades recupera Bizâncio para Atenas.
- Expedição ateniense de Trasilo falha na captura de Éfeso.
- Pausânias sucede ao seu pai Plistóanex como rei de Esparta, m. 395 a.C.; pertenceu à Dinastia Ágida.
- Aníbal Magão lidera uma expedição cartaginense à Sicília na tentativa de dominar a ilha.
- Atenas recupera Colofonte, mas perde Pilos e Niseia.

## Mortes
- Plistóanex, rei de Esparta.